# الکل قند

اریتریتول نمونه‌ای از الکل قند است

الکل قند (به انگلیسی: Sugar alcohol) نوعی الکل تهیه شده از قند است. این مواد سپید رنگ آلی هستند در دسته پلی‌ال‌ها قرار دارند، و همچنین به عنوان الکل‌های پلی هایدریک یا گلایکیتول نیز شناخته می‌شوند. اینها مواد جامد محلول در آب هستند که به‌طور طبیعی پدید می‌آیند و به گونه‌ای گسترده در صنعت غذا به عنوان قوام دهنده و شیرین کننده استفاده می‌شوند در مواد غذایی تجاری، الکل قند معمولاً به جای شکر معمولی (ساکاروز) در ترکیب با شیرین کننده‌های مصنوعی با شدت بالا برای افزایش شیرینی کمشان استفاده می‌شوند، برخلاف شکر معمولی، الکل قند سبب خرابی و شکل‌گیری حفره‌ها در دندان‌ها نمی‌شوند.
الکل قندها دارای فرمول کلی H(HCHO)n+1H می‌باشند و در اندازهٔ طول زنجیره‌هایشان با یکدیگر تفاوت قابل توجهی دارند.
از میان الکل قندها زایلیتول (به انگلیسی: Sugar alcohol) به دلیل تشابه ظاهری و مزه به ساکارز بیشترین استفاده و محبوبیت را دارد.
الکل قندها اگرچه سبب خرابی دندان نمی‌شوند اما در صورت استفاده بیش از اندازه در طولانی مدت می‌توانند سبب افزایش قند خون و دیابت شوند.

## الکل‌های قندی رایج
- اتیلن گلیکول (۲-کربن)
- گلیسرول (۳-کربن)
- اریتریتول (۴-کربن)
- تریتول (۴-کربن)
- آرابیتول (۵-کربنه)
- زایلیتول (۵ کربنه)
- ریبیتول (5-کربن)
- مانیتول (۶-کربن)
- سوربیتول (۶ کربنه)
- گالاکتیتول (۶-کربن)
- فوسیتول (۶-کربنه)
- ایدیتول (۶-کربن)
- اینوزیتول (۶-کربن؛ یک الکل قندی حلقوی)
- ولمیتول (۷-کربنه)
- ایزومالت (۱۲ کربنه)
- مالتیتول (۱۲ کربنه)
- لاکتیتول (۱۲ کربنه)
- مالتوتریتول (۱۸ کربنه)
- مالتوتترایتول (۲۴ کربنه)
- پلی‌گلیسیتول

هم دی‌ساکارید و هم مونوساکارید می‌توانند الکل‌های قندی تشکیل دهند؛ با این حال، الکل‌های قندی مشتق شده از دی‌ساکاریدها (مثلاً مالتیتول و لاکتیتول) کاملاً هیدروژنه نیستند زیرا فقط یک گروه آلدئید برای کاهش در دسترس است.